# Evolvulus pusillus
Evolvulus pusillus är en vindeväxtart som beskrevs av Jacques Denys Denis Choisy. Evolvulus pusillus ingår i släktet Evolvulus och familjen vindeväxter. Inga underarter finns listade i Catalogue of Life.